# Ministro delegato
Il ministro delegato è un ministro in un governo spesso responsabile di un'area o di un fascicolo specifico all'interno di un ministero e spesso sotto l'autorità di un ministro.

## Francia
In un governo in Francia, un ministro delegato assume funzioni di governo in un dato settore di attività. È posto, molto spesso, sotto l'autorità di un ministro. Esempio: ministro delegato al ministro dell'istruzione nazionale, responsabile del successo scolastico ma non può dipendere da nessuno (come Alain Calmat, Ministro delegato per la gioventù e lo sport del governo Fabius). Sono collocati provvisoriamente tra un ministro e un segretario di Stato.
I ministri delegati possono sedere nel Consiglio dei ministri, a seconda delle disposizioni del loro decreto di nomina.
Nei governi Fillon (2007-2012), i ministri posti con un ministro non sono più qualificati come delegati. Trovano questa qualifica nel governo Ayrault I formato il 16 maggio 2012, che comprende sedici ministri delegati, prima di perderli nuovamente nel governo Philippe I.

## Quebec
La funzione di 'ministro delegato è apparso nel 1976 all'interno del governo di René Lévesque. Prima del 1976, venivano definiti "ministro senza portafoglio" o "ministro di stato". Il loro ruolo è di assistere un ministro in qualsiasi sua funzione, ad esempio nell'applicazione di leggi o programmi di un ministero. Si sente confuso con il ministro responsabile con una gerarchia simile. Il ministro responsabile è responsabile di una o più regioni amministrative del Québec o può essere portato a guidare gli interventi del governo su questioni sensibili o speciali come la promozione della lingua francese o il progetto del Piano Nord.